# Deliver Us the Moon
Deliver Us the Moon est un jeu vidéo d'aventure et de puzzle développé par le studio de développement de jeux néerlandais KeokeN Interactive. Il a été publié pour la première fois sous le nom de Deliver Us The Moon: Fortuna sur Windows le 28 septembre 2018. Le jeu a ensuite vu une version étendue le 10 octobre 2019, avec Wired Productions servant d'éditeur pour les versions PlayStation 4 et Xbox One le 24 avril 2020. Le jeu est sorti sur Google Stadia le 1er juin 2022. Le jeu est également sorti sur PlayStation 5 et Xbox Series X/S le 23 juin 2022. Le 16 juillet 2024, le jeu sort finalement sur Nintendo Switch. Deliver Us The Moon a été commercialisé comme un thriller de science-fiction se déroulant dans un futur proche apocalyptique. Le jeu suit un astronaute solitaire qui est envoyé sur la lune en mission pour éviter le destin tragique de l'humanité vers l'extinction après l'épuisement des ressources naturelles de la Terre. Les versions Windows originales et rééditées publiées en septembre 2018 et octobre 2019, respectivement, et la version PlayStation 5 ont rencontré des critiques mitigées, tandis que les versions PlayStation 4 et Xbox One ont reçu des critiques plus positives de la part des médias vidéoludiques.

## Système de jeu
Deliver Us The Moon est un jeu d'aventure et de casse-tête expérimenté à différents moments du récit, du point de vue à la première personne ou à la troisième personne, qui est déterminé par le type d'action à accomplir. Par exemple, la caméra passe à une perspective à la première personne lorsque le joueur contrôle un robot flottant lié à un puzzle. Le joueur joue le rôle d'un astronaute qui est lancé sur la lune à bord d'une navette spatiale pour enquêter sur une série d'installations, apparemment abandonnées, où une ressource importante qui joue un rôle vital dans la résolution d'une crise énergétique sur Terre est exploitée.
Le jeu ne contient aucune séquence de combat, bien qu'il soit possible que le personnage du joueur meure à la suite de l'échec d'une séquence de jeu, ce qui nécessite une nouvelle tentative.

## Développement et sortie
Deliver Us The Moon a été développé par les développeurs néerlandais Koen Deetman et Paul Deetman via leur société KeokeN Interactive. Les frères Deetman se sont inspirés de la passion de leur grand-père pour l'astronomie, ainsi que des films de science-fiction 2001 : L'Odyssée de l'espace et Interstellar de Christopher Nolan pour leur "mélange rare de réalisme humain et de science-fiction de haut niveau". Deliver Us The Moon a reçu un financement via une campagne Kickstarter et a été une soumission réussie pour Steam Greenlight où il a été facilement voté. Une version de démonstration du jeu a été mise à disposition en mars 2016 lors de l'événement ID@Xbox Showcase au GDC 2016, et elle devait être publiée épisodiquement pour PC et Xbox One à partir d'août 2016.
Le jeu est initialement sorti sur PC sous le nom de Deliver Us The Moon : Fortuna le 28 septembre 2018. En juillet 2019, Fortuna a été retiré de la vente par les développeurs, qui ont fait part de leur mécontentement quant à l'état du jeu lors de son lancement en septembre 2018. Une version étendue du jeu, avec l'ajout d'une séquence de fin retravaillée et le sous-titre Fortuna supprimé, est sortie sur PC trois mois plus tard, le 10 octobre 2019, toutes les copies achetées de Fortuna recevant une mise à jour gratuite. Le jeu a reçu une mise à jour le 19 décembre 2019 qui fournit la prise en charge du Raytracing DirectX pour les cartes graphiques PC avec NVIDIA DLSS et des effets de ray tracing en temps réel,.
Deliver Us The Moon est sorti sur PlayStation 4 et Xbox One le 24 avril 2020, avec Wired Productions comme éditeur. Un portage sur la Nintendo Switch était prévu pour la sortie mais a ensuite été annulé en juin 2020. Les portages sur PlayStation 5 et Xbox Series X/S devaient sortir le 19 mai 2022, mais ont ensuite été reportés au 23 juin 2022.
Le 30 mars 2022, le blog de la communauté Stadia a annoncé que Deliver Us the Moon sortirai sur Stadia le mois suivant. Wired Productions a suivi avec une mise à jour Twitter le 1er avril 2022 qui a confirmé que le port Stadia avait été retardé.

## Réception
Les versions Fortuna et étendues de Deliver Us The Moon pour Windows et PlayStation 5 ont reçu des critiques "mitigées ou moyennes" selon l'agrégateur de critiques Metacritic,,. Les versions PlayStation 4 et Xbox One ont reçu des critiques "généralement favorables",.
Fabien Pellegrini de JeuxActu a ainsi déclaré lors de son test que "Deliver Us The Moon est une aventure sympathique, qui décolle assez fort... mais perd de la puissance au fil du voyage." Les points positifs du jeu selon lui seraient "les phases en apesanteur" et le "doublage en version française".
Deliver Us The Moon a reçu deux nominations pour les 18e prix annuels de la Game Audio Network Guild Awards qui se sont tenus le 6 mai 2020 et a remporté le prix du "Meilleur design sonore pour un jeu indépendant",.

## Suite
Deliver Us Mars, qui se déroule dix ans après les événements de Deliver Us The Moon, a été annoncé dans le cadre du Future Games Show Spring Showcase le 24 mars 2022. Il présente une nouvelle protagoniste, Kathy Johannson, qui est mentionnée comme une enfant dans les enregistrements du premier jeu qui réactive son robot compagnon après un crash apparent d'un navire sur la planète Mars. Deliver Us Mars est sorti sur l'Epic Games Store et Steam sur PC, ainsi que sur PlayStation 4, PlayStation 5, Xbox One et Xbox Series X/S.